# سکه‌های گوریو

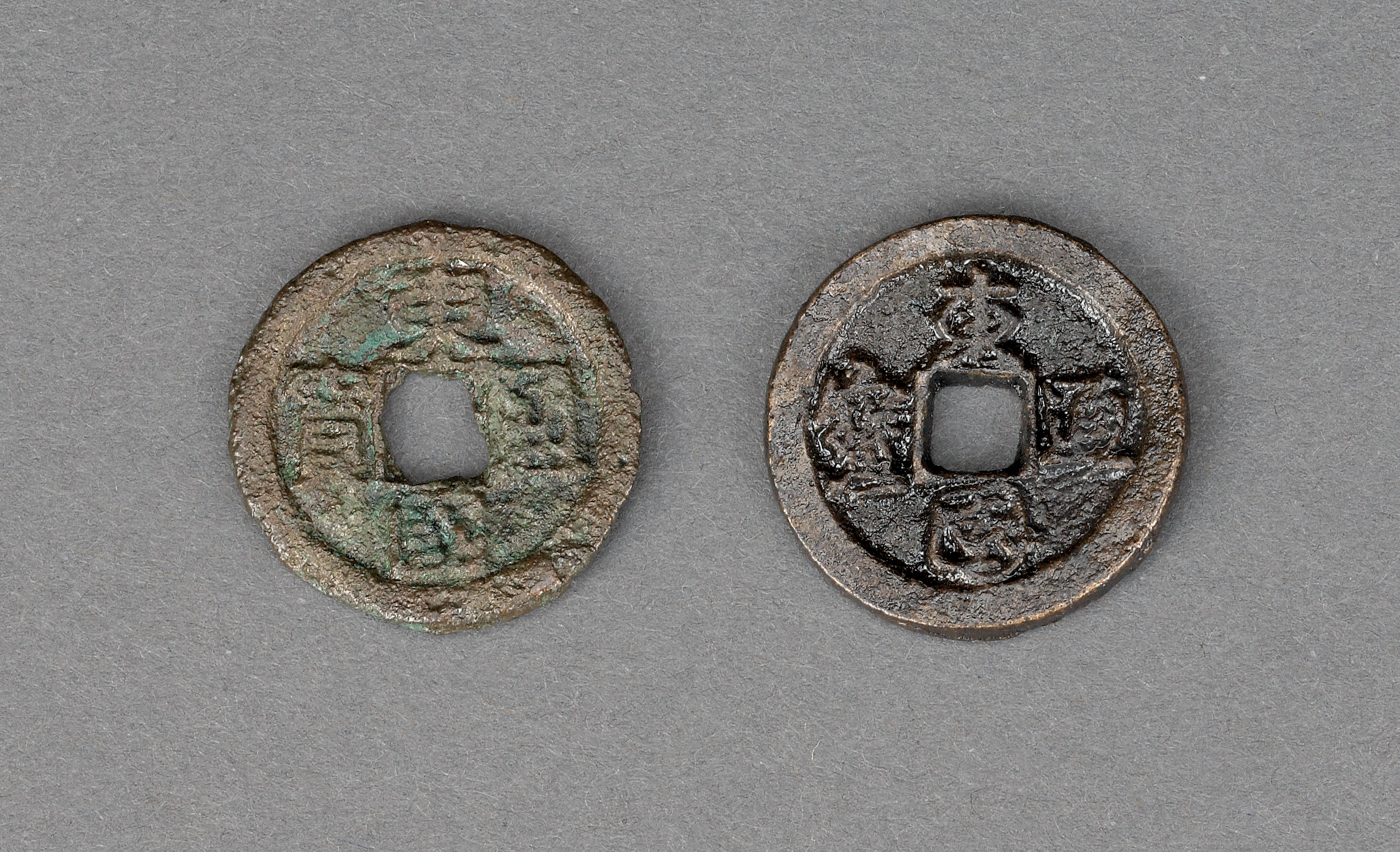
دو دونگوک تونگبو (;東國通寶
) سکه‌های نقدی

پادشاهی گوریو در طول تقریباً پنج قرن حکومت خود بر شبه جزیره کره، از ارزهای مختلفی استفاده می‌کرد. هر دو پول کالایی و فلزی، اغلب به‌طور همزمان، در یک «سیستم ارزی ترکیبی» مورد استفاده قرار می‌گرفتند:  پول فلزی شامل سکه‌ها، چینی و کره‌ای، و ارزهای نقره‌ای بود. پول کاغذی در اواخر دوره گوریو مورد استفاده قرار می‌گرفت.
گوریو اولین ایالت کره بود که سکه‌های مخصوص به خود را ضرب کرد. در میان سکه‌های ضرب شده توسط گوریو، مانند دونگوک تونگبو، سامهان تونگبو و هائدونگ تونگبو، حدود صد نوع شناخته شده است. سکه‌ها نتوانستند کاربرد گسترده‌ای پیدا کنند، در حالی که ارزهای نقره‌ای تا پایان گوریو مورد استفاده قرار می‌گرفتند. اونبیونگ، یک واحد پول نقره‌ای به شکل شبه‌جزیره کره، حدود ۳۰۰ سال در گردش بود و طبق گفته بانک کره، جایگاه مهمی در تاریخ پول کره دارد. گوریو تا اواخر قرن سیزدهم از ثبات پولی برخوردار بود، اما با معرفی پول کاغذی از سلسله یوان، بی‌ثباتی پولی را تجربه کرد. 

## تاریخ

### دوره اولیه
ارزهای اصلی مورد استفاده در گوریو پس از تأسیس آن، پول چینی مانند سکه‌های سلسله تانگ و سونگ و پول کالایی مانند پارچه ( 포화 ؛布貨) بودند. گوریو یک ارز قانونی واحد نداشت و هر منطقه که توسط اربابان منطقه‌ای شبه مستقل هوجوک (호족؛豪族) اداره می‌شد،از ارز متفاوتی استفاده می‌کرد. 
پس از نابودی پادشاهی بالهایی توسط خیتان، که گوریو آن را کشوری خویشاوند می‌دانست، وانگ گان از گوریو در سال ۹۴۲ ممنوعیت گردش هرگونه سکه را اعلام کرد. این اقدام برای تحریم تجارت با خیتان‌های منفور که از پول فلزی استفاده می‌کردند و محافظت از ذخایر فلزی گوریو بود. علاوه بر این، گوریو خود را برای درگیری با امپراتوری خیتان آماده می‌کرد.  ممنوعیت وانگ گان در سال ۹۴۲ نشان می‌دهد که تا حدودی سکه‌ها در گوریو در گردش بوده‌اند. پس از این ممنوعیت، برنج و پارچه واسطه مبادله بودند . به همین ترتیب، پارچه واسطه مبادله برای معاملات روزمره در سلسله لیائو و سلسله جین بود.  در این دوره در گوریو، کشاورزی به بهره‌وری بالایی دست یافت و استانداردهای زندگی بهبود یافت. تولید برنج و منسوجات به گوریو این امکان را داد تا قدرت نظامی خود را افزایش دهد.  ممنوعیت ضرب سکه تا سال ۹۹۶ میلادی، سه سال پس از از سرگیری روابط دیپلماتیک گوریو با سلسله لیائو، ادامه یافت.  
در سال ۹۹۶، سونگ‌جونگ از گوریو سکه‌های آهنی را برای تجارت با خیتان‌ها که از سکه‌های آهنی استفاده می‌کردند، ضرب کرد. این سکه‌ها ممکن است برای ترویج تمرکزگرایی صادر شده باشند. تا آنجا که می‌توان ثابت کرد، سکه‌های آهنی حک نشده بودند. دولت تلاش‌های زیادی برای ترویج استفاده از سکه به جای پول کالایی انجام داد؛  در سال ۹۹۷، موک‌جونگ از گوریو استفاده پولی از پارچه کنفی را ممنوع کرد،  که در آن زمان رایج‌ترین ارز برای معاملات روزمره بود. با این حال، به دلیل مخالفت، از جمله از سوی اشراف،  دولت این ممنوعیت را لغو کرد و سیاست خود را در سال ۱۰۰۲ تغییر داد: توزیع سکه‌ها متوقف شد و عموم مردم مجاز به استفاده از هر ارزی بودند. در همین حال، سکه‌ها همچنان در فروشگاه‌های چای و شراب (茶酒店) و رستوران‌ها استفاده می‌شدند.   
« گئون وون جونگبو »، سکه‌ای آهنی که در یک طرف آن عبارت گئون وون جونگبو ( 건원중보 ;乾元重寶) و در طرف دیگر آن عبارت دونگ گوک ( 동국 ;東國) حک شده است، در اوایل دهه ۱۹۱۰ از مقبره‌ای در گوریو در مجاورت که سونگ ، پایتخت گوریو، کشف شد؛ این سکه به همراه سکه‌های برنزی گئون وون جونگبو ، دونگ گوک تونگبو و دونگ گوک جونگبو از زیر خاک بیرون کشیده شد .  با این حال، ارتباط آن با سکه‌های آهنی گوریو که در سال ۹۹۶ ضرب شده بودند، بحث‌برانگیز است.  گری اشکنازی از "Primal Trek" می‌گوید که از گئون وون جونگبو در منابع تاریخی کره نامی برده نشده و تا سال ۱۹۳۸ در کتاب توا سنشی (東亞錢志) نوشته ماساهیرو اوکودایرا، که در آن به گوریو نسبت داده شده است، فهرست‌بندی نشده بود.    
در کره، سکه گئون وون جونگبو یک سکه گوریو محسوب می‌شود.  سکه اصلی که به زبان چینی چیان‌یوان ژونگبائو نامیده می‌شود ، مربوط به سال ۷۵۹ میلادی در دوران سلسله تانگ است؛ در مقابل، سکه گئون وون جونگبو با نام دونگ‌گوک در پشت آن حک شده است. دونگ‌گوک یکی از نام‌های متعدد گوریو، به همراه سامهان ، هادونگ ، دونگ‌بانگ و چئونگ‌گو بود .  به گفته جون سئونگ هو از آکادمی مطالعات کره : «از آنجایی که سکه‌های ریخته‌گری شده قابل تغییر نیستند، سکه نمی‌تواند با حفظ نوشته تانگ دوباره ریخته شده باشد. به احتمال زیاد، این سکه یک سکه سنگین بوده که توسط ضرابخانه گوریو در اواخر قرن دهم ریخته شده است.»  علاوه بر این، سکه‌های گوریو و تانگ ترکیب فلزی متفاوتی دارند. 
در چین، سکه گئون وون جونگبو به عنوان یک سکه گوریو یا یک سکه بالهایی در نظر گرفته می‌شود. دیدگاه «سکه گوریو» توسط توآ سنشی ، منتشر شده در سال ۱۹۳۸ ، نشان داده شده است.  وانگ زویوان، طرفدار دیدگاه جدیدتر «سکه بالهایی»، می‌گوید که بالهایی همیشه روابط نزدیکی با سلسله تانگ داشته و از نظر سیاسی، اقتصادی، فرهنگی و نظامی به شدت توسط آنها حمایت می‌شده است. بنابراین، او نتیجه می‌گیرد که بالهایی، که با نام « هایدونگ شنگگو » (海東盛國) نیز شناخته می‌شود، سکه گئون وون جونگبو را برای نشان دادن وفاداری خود به سلسله تانگ در زمان سلطنت امپراتور سوزونگ ( حکومت  ۷۵۶-۷۶۲ ) ضرب کرده است. با این حال، سکه‌های بالهایی کاوش نشده‌اند.
دوره میانی
گوریو در زمان سلطنت سوکجونگ از گوریو ( حکومت:  ۱۰۹۵-۱۱۰۵ ) بر اساس پیشنهادات راهب بودایی، اویچون، و افسر نظامی، یون کوان، ارزهای جدیدی را منتشر کرد . اویچون، که برادر کوچکتر سوکجونگ بود، با توجه به تجربه راحتی و کارایی آن در سلسله سونگ ، طرفدار اجرای اقتصاد پولی بود. علاوه بر این، اصلاحات پیشنهادی او با هدف متمرکز کردن تجارت و اقتصاد، که تحت سلطه اشراف بودند، انجام شد.  اویچون در سال ۱۰۹۷ یک دفتر ضرب سکه تأسیس کرد.  سکه‌هایی که از القاب گوریو مانند دونگ‌گوک تونگبو ، سامهان تونگبو و هادونگ تونگبو نامگذاری شده بودند ، متعاقباً ضرب و منتشر شدند. از سال ۱۱۰۱، یک پول نقره‌ای با شکل منحصر به فرد به نام اونبیونگ ( 은병 ؛銀甁) که در زبان کره‌ای به معنای «گلدان نقره‌ای» است ، ریخته‌گری و رواج یافت. 
سکه‌های برنزی گوریو شبیه سکه‌های استاندارد شرق آسیا در آن زمان بودند، اما تفاوت آنها این بود که به جای نام دوره، نام ملی روی آنها حک شده بود . سوکجونگ به طور فعال استفاده از سکه را ترویج می‌کرد.  پس از پنج سال تأخیر به دلیل مخالفت،  ۱۵۰۰۰ گوان (یا ۱۵ میلیون قطعه) از هائدونگ تونگبو در سال ۱۱۰۲ ضرب شد. گوریو در گذشته سکه‌ها را به گردش درآورده بود، اما این اولین گردش کامل بود. سیخواجی  معنای  مورد غذا و پول ) در تاریخ گوریو می‌گوید : "هیچ چیز مهم‌تر از سکه نیست که ممکن است به نفع کشور ما باشد و مردم را ثروتمند کند ... فقط اکنون است که ما در مورد ضرب سکه فلزی فرمان صادر کرده‌ایم."  برای ترویج استفاده از آنها، سکه‌های تازه ضرب شده بین مقامات دولتی و سربازان توزیع شد و مغازه‌های جدیدی در پایتخت نصب شد؛ در سال ۱۱۰۴، به ایالت‌ها و بخش‌ها دستور داده شد که مغازه‌های شراب و رستوران‌های جدیدی افتتاح کنند.  سوکجونگ در سال ۱۱۰۵ درگذشت. در سال بعد، سیاست پولی او با مقاومت شدید مقامات در دولت مرکزی و ایالتی روبرو شد.  با وجود مخالفت‌ها، یجونگ از گوریو در سال ۱۱۱۲ سیاست پولی سوکجونگ را دو برابر کرد.  با این حال، سکه‌ها در نهایت نتوانستند در گوریو به طور گسترده مورد استفاده قرار گیرند.  از سوی دیگر، پول نقره تا پایان سلسله به طور مداوم مورد استفاده قرار گرفت.  شو جینگ، فرستاده سلسله سونگ که در سال ۱۱۲۳ از گوریو بازدید کرد، استفاده از اونبیونگ ، اما نه سکه، را به عنوان پول مشاهده کرد.  
اونبیونگ «گلدان نقره‌ای» که به دلیل دهانه پهنش، به طور عامیانه هوالگو (활구؛ 闊口) نامیده می‌شد، با مهر دولتی  اولین بار در سال 1101 میلادی عرضه شد. این گلدان با یک گئون ( 근 ؛斤) نقره ساخته شده و طوری طراحی شده بود که شبیه طرح کلی نقشه‌برداری شبه جزیره کره باشد. اونبیونگ  ساخته شد؛  سایر پول‌های نقره توسط دولت ممنوع شده بودند.  اونبیونگ به عنوان یک پول پایدار و استاندارد، در سراسر پادشاهی هم در امور مالی عمومی و هم در تجارت خصوصی مورد استفاده قرار می‌گرفت؛ همچنین برای پرداخت مالیات استفاده می‌شد. اونبیونگ  توسط اشراف به عنوان پول رایج استفاده می‌شد، در حالی که غلات و پارچه توسط مردم عادی استفاده می‌شد. علاوه بر این، اونبیونگ عمدتاً در معاملات بزرگ استفاده می‌شد. به گفته جون سئونگ هو: "تقریباً به مدت ۱۵۰ سال از اوایل قرن دوازدهم تا اواسط قرن سیزدهم، نقره ارز اصلی گوریو بود." نقره قبل از ساخت اونبیونگ به عنوان ارز استفاده می‌شد. متالورژی نقره کره پیشرفته بود و کره‌ای‌ها در اواسط قرن دهم نقره را، احتمالاً به شکل شمش ، به جورچن‌ها صادر می‌کردند. متالورژی نقره کره در سال ۱۱۰۲ به جورچن‌ها صادر شد.  اونبیونگ  تنها ارز نقره استاندارد در شرق آسیا باقی ماند ، با شروع رونق استخراج نقره در ژاپن،  که با معرفی کوپلینگ از کره در سال ۱۵۳۳ امکان‌پذیر شد. 
گوریو دوره‌ای از شکوفایی تجارت بود و گوریو در طول قرن‌های یازدهم و دوازدهم به طور فعال با سلسله سونگ در فعالیت‌های تجاری مشارکت داشت. سکه‌های سلسله سونگ در بسیاری از نقاط آسیا رواج داشت.  گوریو نیز سکه‌هایی از سلسله سونگ وارد می‌کرد؛ سکه‌های سلسله سونگ بیشتری نسبت به سکه‌های گوریو در کره کشف شده‌اند. با این حال، آنها لزوماً به عنوان ارز استفاده نمی‌شدند، بلکه به عنوان یک پیشکش مذهبی یا کالای مقدس استفاده می‌شدند. در سال ۱۱۹۹، دولت سونگ صادرات سکه به گوریو و ژاپن را ممنوع کرد. 